# Indolamin-2,3-Dioxygenase
Indolamin-2,3-Dioxygenase (IDO) ist das Enzym, das Tryptophan zu N-Formylkynurenin abbaut. Im Gegensatz zur Tryptophan-2,3-Dioxygenase (TDO) wird IDO in allen Gewebetypen des menschlichen Körpers produziert, besonders aber in den Tonsillen und der Plazenta, wo der Abbau von Tryptophan einen über den normalen Katabolismus hinausgehenden Zweck hat: Unterstützung des Immunsystems bei Infektionen einerseits, und Verhinderung der Abstoßung des Fetus andererseits. Durch ihre immunsuppressive Wirkung ist sie ein vielversprechendes Target, um eine längere Akzeptanz von Transplantaten zu erreichen. Umgekehrt könnte ihre Hemmung die Tumorbekämpfung verbessern.
Das INDO-Gen entstand wahrscheinlich durch Kopie des TDO2-Gens.

## Katalysierte Reaktion
+ O2  {\displaystyle \longrightarrow }  
L-Tryptophan wird zu N-Formyl-L-kynurenin oxidiert. Als Substrat wird auch D-Tryptophan akzeptiert. Auch Superoxid kann als Sauerstoffdonor agieren.

## Medizinische Bedeutung

### Funktionen im Immunsystem
Sowohl die immunsuppressive als auch die immununterstützende Funktion der IDO erklären sich aus dem hohen Wert der essentiellen Aminosäure Tryptophan, die besonders während der Aktivierung von T-Zellen, aber auch von eindringenden Fremdzellen benötigt wird. Mit dem rapiden Abbau allen Tryptophans durch IDO wird in der lokalen Umgebung die Proteinsynthese effektiv lahmgelegt. Zusätzlich aktivieren die entstehenden Abbauprodukte die Erzeugung regulatorischer T-Zellen, die letztendlich für die Immunsuppression verantwortlich sind.

### Neurophysiologie
Mit Indolamin-2,3-Dioxygenase (IDO) und Tryptophan-2,3-Dioxygenase (TDO) assoziierte Veränderungen des Tryptophanstoffwechsels sind für die neuropsychiatrische Forschung von Bedeutung. Veränderungen von enzymatischen Aktivitäten entlang des Tryptophan-Kynurenin Stoffwechselweges sind für zahlreiche Störungsbilder beschrieben. So kann die IDO insbesondere die Aktivität der Kynureninformidase und der Kynurenin-3-Monooxygenase verändern. Typischerweise kommt es dadurch zu einer Anhäufung (Kumulation) von Kynurenin und einer Verschiebung des Tryptophanstoffwechsels hin zu Kynurensäure, Anthranilsäure und deren weiteren Stoffwechselprodukten. Solche Veränderungen sind für Krankheiten des Gehirns (neurologische und psychiatrische Erkrankungen wie bspw. Schizophrenie und Ticstörungen) und der Leber beschrieben. Eine häufige Konstellation bei verschiedenen entzündlichen (z. B. Rheumatoide Arthritis), neuropsychiatrischen und malignen Erkrankungen ist eine gleichzeitig erhöhte Kynurenin/Tryptophan ratio durch Akkumulation von Kynurenin vor dem nächsten Stoffwechselschritt, der Hydroxylierung zu 3-Hydroxykynurenin infolge Katalyse durch Kynurenin-3-Monooxygenase (KMO).

### Immuntoleranz in Lymphknoten
Lymphknoten, die stromabwärts von einem Tumor liegen, sind sozusagen privilegiert; durch sie strömen besonders viele Tumorantigene. Es ist wichtig, dass in diesem Bereich die Immunantwort nicht überschießt, da sonst viel normales Gewebe darunter zu leiden hätte. Aus diesem Grund wird vom Körper in solchen Lymphknoten die Produktion von IDO verstärkt, um die Immunantwort zu dämpfen. Dies kann andererseits dazu führen, dass auch in Tumorgewebe verstärkt IDO produziert wird und dann Tumorantigene nicht mehr präsentiert und daher im weiteren Verlauf nicht als fremd erkannt werden. Tatsächlich wird IDO in mehreren Krebszelllinien überexprimiert. Man versucht daher, eine bessere Krebsbekämpfung durch Hemmung der IDO zu erreichen.
Derselbe Mechanismus ist die Ursache, wenn chronische Infektionen lokales Tumorwachstum erleichtern, denn auch hier produzieren die stromabwärts gelegenen Lymphknoten unterhalb des Infektionsherds vermehrt IDO und verhindern dadurch eine vollständige Immunantwort durch T-Zellen. Mäuse mit verringerter IDO-Produktion zeigten dieses Phänomen nicht.

### Immuntoleranz in der Schwangerschaft
Die ursprüngliche Formulierung des Paradoxons, dass der Fetus nicht abgestoßen wird, geht auf Medawar zurück. Munn konnte am Mausmodell im Jahr 1998 zeigen, dass Hemmung der IDO mit 1-Methyltryptophan zu einer Abstoßung des Conceptus führt.

## Regulation
Die Produktion von IDO wird durch gamma-Interferon und Lipopolysaccharide stimuliert. Die krebshemmende Wirkung von Curcumin ist zumindest teilweise auf die Unterbrechung dieses Signalwegs und folgende Hemmung der IDO zurückzuführen. Der Signalweg scheint auch eine Rolle bei der Etablierung einer HIV-Infektion zu spielen.
Als Hemmstoffe von IDO sind 1-L-Methyltryptophan, das Alkaloid Exiguamin A und Derivate von Menadion bekannt.